# 納門洛瑟河
51°15′11″N 8°28′10″E / 51.25306°N 8.46944°E
納門洛瑟河（德語：Namenlose），是德國的河流，位於該國西部，流經北萊茵-威斯特法倫州，屬於內格河的右支流，河道全長8.4公里，流域面積15.4平方公里。